# Limacoidea
Limacoidea is een superfamilie van weekdieren uit de klasse van de Gastropoda (slakken).

## Taxonomie
De volgende taxa zijn in de superfamilie ingedeeld:
- Familie Limacidae Lamarck, 1801
  - Onderfamilie Limacinae Lamarck, 1801
    - = Limacopsidae Gerhardt, 1935
    - = Bielziinae I. M. Likharev & Wiktor, 1980

  - Onderfamilie Eumilacinae I. M. Likharev & Wiktor, 1980
- Familie Agriolimacidae H. Wagner, 1935
  - Onderfamilie Agriolimacinae H. Wagner, 1935
    - = Deroceratinae Magne, 1952

  - Onderfamilie Mesolimacinae Hausdorf, 1998
- Familie Boettgerillidae Wiktor & I. M. Likharev, 1979
- Familie Vitrinidae Fitzinger, 1833